# Xã Freda, Quận Grant, Bắc Dakota
Xã Freda (tiếng Anh: Freda Township) là một xã thuộc quận Grant, tiểu bang Bắc Dakota, Hoa Kỳ. Năm 2010, dân số của xã này là 10 người.